# Glasau
Glasau est une commune allemande du Schleswig-Holstein, située dans le nord-est de l'arrondissement de Segeberg (Kreis Segeberg), à dix kilomètres au sud-ouest de la ville d'Eutin. Glasau est l'une des 27 communes de l'Amt Trave-Land dont le siège est à Bad Segeberg.